# Microthamnium perrieri
Microthamnium perrieri là một loài Rêu trong họ Hypnaceae. Loài này được Thér. mô tả khoa học đầu tiên năm 1926.